# 김지훈 (성악가)
김지훈은 대한민국의 성악가이다. 한국예술종합학교 예비학교를 거쳐 한국예술종합학교 음악원 성악과를 졸업하였으며, 이탈리아 로마 산타체칠리아 콘서바토리 비엔뇨 최고과정을 만점으로 졸업하는 동시에 이탈리아 로마의 산타체칠리아 국립아카데미에서 오페라스튜디오 과정을 이수하였다.
이탈리아 Melos 국제콩쿨 1위, 이탈리아 Note sul mare 국제콩쿨 2위, 이탈리아 S.Francesco di Paola 국제콩쿨 3위, 이탈리아 Silver 내셔널콩쿨 2위를 수상하며 국제적으로 두각을 나타낸 테너 김지훈은 생방송으로 진행된 제 2회 CTS 국제 찬송가 경연대회에서 우수상과 인기상을 동시에 수상하며 심사위원과 시청자의 인기를 함께 누리는 영예를 얻었다.
바리톤 Ettore Bastianini 서거 50주기 헌정 독창회를 시작으로 이탈리아 국립아카데미 주최 현대가곡연주회, 작곡가 Claudio Ferrara의 Oboe Sommerso 초연, 서울시 오페라단의 오페라 ‘오르페오’ 한국 초연, 오페라 ‘아드리아나 르쿠브뢰르’, 오페라 ‘라 보엠’, 국립박물관문화재단 기획 음악극 ‘이야기가 흐르는 가곡다방’, 제 13회 대한민국오페라페스티벌 개막작 오페라 ‘카발레리아 루스티카나 & 팔리아치’와 국립오페라단 STO ‘사랑의 묘약’, 오페라 ‘람메르무어의 루치아’, 국립오페라단 지역순회공연 ‘마술피리’, 창작오페라 ‘사랑, 그 이름 하나로’, ‘신콩쥐’, '봄 춘향' 등에 출연하며 가곡과 오페라를 넘나드는 무대 공연활동을 하는 동시에 오라토리오 ‘마르티레스’ 세계초연, 한국가곡 ‘꽃잎은 바람에 날리고’, ‘그녀의 집’, ‘밤의 연가’, '괜찮다는 말', '내 그곳 징게맹갱' 등의 곡들을 초연하였으며, 제 17회 한국문화예술위원회 창작산실 올해의 신작 오페라 칼레아 부탈소로에서 부탈소로 도시의 의장 '백유진' 역으로 공연을 준비 중이다. 
CTS 아주 특별한 찬양, KBS 광복절 특집 방영 음악극, 2023 생방송 서울시 부활절 퍼레이드 광화문광장 시민음악회, KBS 생방송 제 75주년 제헌절 기념식 등의 방송활동도 활발히 이어나가고 있는 테너 김지훈은 서정적이며 반짝이고 동시에 힘있는 소리로 관객들을 사로잡는 ‘별빛테너’로 불리며 많은 사랑을 받고있다.

## 학력
- 산타체칠리아국립음악원 디플로마
- 한국예술종합학교 음악원 성악과 학사

## 방송
- KBS 광복절 특집 음악극 이야기가 흐르는 가곡다방 방영 (2021)
- CTS 국제 찬송가 경연대회 (2022) - 우수상, 라디오조이 인기상
- CTS 생방송 코리아 퍼레이드 출연 (2022)
- CTS 설특집 찬양대잔치 출연 (2023)
- 서울시 생방송 부활절 퍼레이드 시민음악회 출연 (2023)
- KBS 제75주년 제헌절 기념식 축하연주 출연 (2023)
- CTS 미라클 7000 예수사랑여기에 (2024)

## 공연
- 오페라 봄 춘향 - Tour in US PORTLAND (2025)
- 오페라 라 보엠 (2024)
- 오페라 봄 춘향 (2024)
- 오페라 전설의 황금나무 (2024)
- 시네마 마티네 콘서트 - 롯데콘서트 홀 (2024)
- 음악영화 마르티레스 (2024)
- 오페라 물의 아이-광주 (2024)
- 오페라 물의 아이-부산 (2024)
- 음악극 세비야의 이발사 (2024)
- 오페라 신데렐라의 모래이야기 (2024)
- 음악극 홍길동전-허균의 꿈 (2024)
- 음악극 파닥파닥 해바라기 (2024)
- 오페라 사랑의 묘약 (2023)
- 오페라 람메르무어의 루치아 (2023)
- 오페라 마술피리 (2023)
- 오페라 사랑의 묘약 (2022)
- 오페라 마술피리 (2022)
- 오페라 사랑, 그 이름 하나로 (2022)
- 오페라 신콩쥐 (2022)
- 콘서트 오페라 의궤, 님아 (2022)
- 오페라 까발레리아 루스티카나 & 팔리아치 (2022)
- 이야기가 흐르는 가곡다방 (2021)